# La Cruz (Corrientes)
La Cruz ist die Hauptstadt des gleichnamigen Departamento San Martín in der Provinz Corrientes im Nordosten Argentiniens. In der Klassifizierung der Gemeinden in der Provinz Corrientes zählt La Cruz zur 2. Kategorie.

## Geschichte
La Cruz wurde 1630 durch den Jesuiten Cristóbal Altamirano gegründet.
Am 15. Juni 1947 ereignete sich bei La Cruz ein schwerer Eisenbahnunfall: Der internationale Zug der in britischem Eigentum stehenden Argentine North Eastern Railway von Buenos Aires, Argentinien, nach Asunción, Paraguay, stieß mit einer Kuh zusammen, entgleiste und kippte um. 20 Menschen starben.